# Macaubal (ort)
Macaubal är en ort i Brasilien.   Den ligger i kommunen Macaubal och delstaten São Paulo, i den södra delen av landet, 600 km söder om huvudstaden Brasília. Macaubal ligger 511 meter över havet och antalet invånare är 7 663.
Terrängen runt Macaubal är huvudsakligen platt. Macaubal ligger uppe på en höjd. Närmaste större samhälle är Nhandeara, 15,2 km nordväst om Macaubal.
Omgivningarna runt Macaubal är huvudsakligen savann. Runt Macaubal är det ganska glesbefolkat, med 28 invånare per kvadratkilometer.